# نزدیک غروب
نزدیک غروب (انگلیسی: Late Afternoon) یک پویانمایی کوتاه به کارگردانی لوییس بگنال است که در سال ۲۰۱۷ منتشر شد. فیلم در مورد زن مسنی (با صداپیشگی فیونولا فلانگان) است که در حال مقابله با زوال عقل است در حالی که با خاطرات گذشته‌اش خشنود است. این پویانمایی در نود و یکمین دوره جوایز اسکار نامزد جایزه اسکار بهترین پویانمایی کوتاه شده است. 